# Aeronorte (Brasil)
Empresa de Transportes Aéreos Norte do Brasil, conhecida como Aeronorte, foi uma empresa aérea brasileira com sede em São Luís.

## História
A empresa foi fundada em São Luís, no final de 1950, com o objetivo de realizar viagens entre a capital e o interior do Maranhão. A empresa iniciou suas operações com um Junkers Ju 52, arrendado do VASP em 1951, e realizava voos também para cidades como Fortaleza, Recife e Salvador.
Foi comprada pela Aerovias Brasil em 15 de janeiro de 1953. Em 1954, ambas as empresas foram adquiridas pela Real Aerovias. Em 1956, o grupo adquiriu a Transportes Aéreos Nacional, originando o consórcio Real-Aerovias-Nacional. Em 1961, o consórcio foi finalmente adquirido e absorvido pela Varig.